# Baugy (Cher)
Pour les articles homonymes, voir Baugy.
Baugy est une commune française située dans le département du Cher, en région Centre-Val de Loire.

## Géographie
- 1Carte dynamique
- 2Carte OpenStreetMap
- 3Carte topographique
- 4Carte avec les communes environnantes

Baugy est située en Champagne berrichonne, et est traversée par deux cours d'eau : l'Yèvre et la Bondonne.

### Climat
Pour des articles plus généraux, voir Climat du Centre-Val de Loire et Climat du Cher.
En 2010, le climat de la commune est de type climat océanique dégradé des plaines du Centre et du Nord, selon une étude du CNRS s'appuyant sur une série de données couvrant la période 1971-2000. En 2020, Météo-France publie une typologie des climats de la France métropolitaine dans laquelle la commune est exposée à un climat océanique altéré et est dans la région climatique  Centre et contreforts nord du Massif Central, caractérisée par un air sec en été et un bon ensoleillement. 
Pour la période 1971-2000, la température annuelle moyenne est de 10,9 °C, avec une amplitude thermique annuelle de 15,8 °C. Le cumul annuel moyen de précipitations est de 778 mm, avec 11,5 jours de précipitations en janvier et 7,8 jours en juillet. Pour la période 1991-2020, la température moyenne annuelle observée sur la station météorologique la plus proche, située sur la commune de Farges-en-Septaine à 6 km à vol d'oiseau, est de 11,9 °C et le cumul annuel moyen de précipitations est de 756,5 mm,. Pour l'avenir, les paramètres climatiques de la commune estimés pour 2050 selon différents scénarios d'émission de gaz à effet de serre sont consultables sur un site dédié publié par Météo-France en novembre 2022.

## Urbanisme

### Typologie
Au 1er janvier 2024, Baugy est catégorisée bourg rural, selon la nouvelle grille communale de densité à 7 niveaux définie par l'Insee en 2022.
Elle est située hors unité urbaine. Par ailleurs la commune fait partie de l'aire d'attraction de Bourges, dont elle est une commune de la couronne,. Cette aire, qui regroupe 111 communes, est catégorisée dans les aires de 50 000 à moins de 200 000 habitants,.

### Risques majeurs
Le territoire de la commune de Baugy est vulnérable à différents aléas naturels : météorologiques (tempête, orage, neige, grand froid, canicule ou sécheresse), mouvements de terrains et séisme (sismicité faible). Il est également exposé à un risque technologique,  le transport de matières dangereuses. Un site publié par le BRGM permet d'évaluer simplement et rapidement les risques d'un bien localisé soit par son adresse soit par le numéro de sa parcelle.

#### Risques naturels

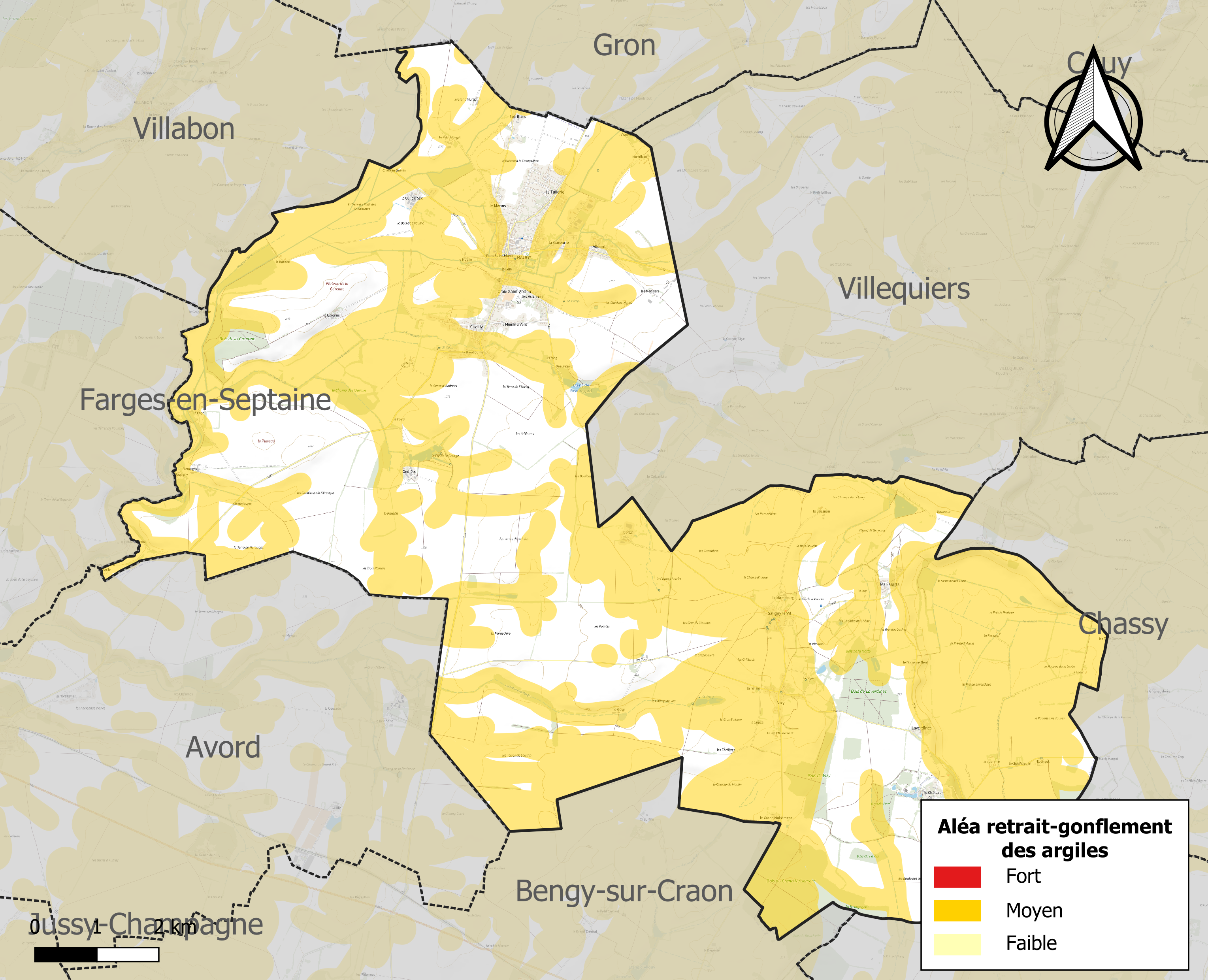
Carte des zones d'aléa retrait-gonflement des sols argileux de Baugy.

La commune est vulnérable au risque de mouvements de terrains constitué principalement du retrait-gonflement des sols argileux. Cet aléa est susceptible d'engendrer des dommages importants aux bâtiments en cas d’alternance de périodes de sécheresse et de pluie. 67,8 % de la superficie communale est en aléa moyen ou fort (90 % au niveau départemental et 48,5 % au niveau national). Sur les 858 bâtiments dénombrés sur la commune en 2019, 495 sont en aléa moyen ou fort, soit 58 %, à comparer aux 83 % au niveau départemental et 54 % au niveau national. Une cartographie de l'exposition du territoire national au retrait gonflement des sols argileux est disponible sur le site du BRGM,.
Concernant les mouvements de terrains, la commune a été reconnue en état de catastrophe naturelle au titre des dommages causés par la sécheresse en 2018 et 2019 et par des mouvements de terrain en 1999.

#### Risques technologiques
Le risque de transport de matières dangereuses sur la commune est lié à sa traversée par des infrastructures routières ou ferroviaires importantes ou la présence d'une canalisation de transport d'hydrocarbures. Un accident se produisant sur de telles infrastructures est en effet susceptible d’avoir des effets graves au bâti ou aux personnes jusqu’à 350 m, selon la nature du matériau transporté. Des dispositions d’urbanisme peuvent être préconisées en conséquence.

## Toponymie
Au IXe siècle, on trouve Balgiacus (qui signifierait : lieu boueux ; à rapprocher du nom commun « bauge » ?) puis Baugi et Baugy dès le XIIe siècle.

## Histoire

### Époque de la Gaule romaine
L’histoire du village semble remonter à l’époque postérieure à la prise d'Avaricum par Jules César.
Une nécropole découverte en 1848-1849 au lieu-dit Alléans, à environ un kilomètre à l'est du bourg, a fourni une trentaine de stèles funéraires sur une surface de près d'un hectare[réf. nécessaire] ; la plupart d'entre elles sont aujourd’hui exposées au musée du Berry à Bourges. 
L'incinération pratiquée à Alléans a laissé de nombreuses urnes funéraires dont les plus anciennes, assez peu nombreuses, viennent d'Italie et datent de l'époque augustéenne (27 av. J.-C. - 14 apr. J.-C.). Suivent ensuite des sigillées importées du sud de la Gaule, datant de l'époque tibérienne (14-37) avec un nombre maximum daté de l'époque claudienne (41-54) et de Néron (54-68). Le plus grand nombre de poteries vient alors de l'atelier de La Graufesenque (dont les marques des potiers MACCARUS, DAMONUS et CRESTUS) ; la céramique de Montans est aussi représentée ; et celle de Lezoux pour une part minime incluant surtout des dérivées de sigillées. Les poteries du sud régressent en nombre dès Vespasien (69-79), mais la poterie de la Gaule du Centre — soit l’atelier de Lezoux, et celle de l'atelier de Terre-Franche à partir du règne d'Hadrien (117-138) — ne prennent vraiment la relève que vers 150. Ce dernier quart du Ier siècle et début du IIe siècle voit un accroissement considérable de verrerie compenser la décroissance de la poterie pour cette période. Mais la poterie reprend son allant dès les années 150, dominée par l'atelier de Lezoux suivi de près par celui de Terre-Franche. Les céramiques de l'atelier de Gueugnon apparaissent vers la fin de cette période. Par contre il n'est signalé aucune poterie provenant de la Gaule de l'Est.

La conversion au christianisme de Constantin au début du IVe siècle amena l'abandon progressif de la religion romaine et sonna donc la fin des pratiques observées à Alléans. L'évêque de Rome ou pape envoya dans l'Empire des prédicateurs chargés de convertir les adeptes de l'ancienne religion ou païens (pagani). Dans cette région de Gaule, saint Martin de Tours fut chargé de cette mission. Le fait que l'église paroissiale de Baugy soit dédiée précisément à saint Martin indique que le changement de religion en Berry eut lieu très tôt.
À environ 300 m à l'est de cette nécropole, la parcelle dite « les Monts » a livré une enceinte en terre enfermant une surface d'environ 5 ha. 

Plus à l'est se trouve une dépression occupée par l'étang des Retraits jusque vers le milieu du XIXe siècle ; et au-delà, soit à environ 200 m à l'est de la nécropole, un théâtre romain a été reconnu en 1874.
Un grand nombre d'objets auraient été mis au jour, notamment des poteries (céramiques), des monnaies, ainsi que des morceaux de tuiles (cf tegula) ; ainsi qu'un centre cultuel avec une fontaine monumentale.[réf. nécessaire]
Autant d’éléments retrouvés laissent supposer l’existence d’une voie romaine reliant Avaricum (Bourges) et Nervinum Nevers, passant à proximité d'Alléans - Baugy.

### Époque médiévale
Dès 767, après la construction d’un palais à Bourges, Pépin le Bref engage d’importants travaux de fortification dans la province. Ce n’est que vers 856 que Charles le Chauve fait don de l’église de Baugy (avec ses revenus) à l’abbaye de Saint-Sulpice de Bourges. Le village s’étend peu à peu autour de ce nouveau cœur.
Vers 1100-1101, Eudes Arpin (de Montfaucon) — devenu vicomte de Bourges — décide de répondre à l'appel à la croisade lancé en 1095 à Clermont-Ferrand par le pape Urbain II. Il vend son domaine au roi Philippe Ier de France pour financer son expédition (dont le but est de délivrer Jérusalem et les lieux saints du Christianisme occupés par les « infidèles » ie les Musulmans). Parmi les proches qui l'accompagnent, on trouve Renaud de Baugy (1). (À son retour de la croisade — au cours de laquelle il fut fait prisonnier —, Eudes Arpin se fait moine à l'abbaye de Cluny ; on le retrouve ensuite — en 1107 — prieur de La Charité-sur-Loire jusqu'en 1130).
En 1412, l'armée royale de Charles VI de France prend le château de Baugy. Au XIVe siècle, la cure de Saint-Martin de Baugy est « à la nomination » du chapitre de chanoines Saint-Aoustrille [du-Château-lez-Bourges] (c'est-à-dire : le doyen de cette collégiale propose à l'archevêque le nom du futur curé ; en outre, ces chanoines perçoivent la plus grosse part de la dîme versée par la paroisse). Lors de la fondation de la Sainte-Chapelle de Bourges par Jean de Berry, le chapitre de Saint-Aoustrille fusionna avec celui de la Sainte-Chapelle. La paroisse de Baugy passa donc sous le contrôle de cette nouvelle institution religieuse.
Au XVe siècle, la seigneurie de Baugy dépend de Renaud de Montfaucon mais sa justice lui est déjà propre. De même, sur le plan religieux, la paroisse de Baugy dépend de l'archiprêtré de Montfaucon-en-Berry (qui couvre 36 paroisses).

#### Famille «de Baugy»
Pendant plusieurs siècles, le nom d'une famille noble du Berry est associé au toponyme « Baugy » (sans que l'on trouve trace d'un lien explicite avec le château concerné).
- Vers 850, Pierre de Baugy — gouverneur de Bourges sous Charles le Chauve — en serait le plus ancien représentant.
- En 1001, Renaud de Baugy prend part à la 1re croisade.
- En 1425, Julien de Baugy est maire de Bourges.
- En 1529 et 1530, Jean de Baugy est échevin de Bourges.
- En 1571, André de Baugy, seigneur de Pallot, est contrôleur des guerres.
- Au début du XVIIe siècle, Nicolas de Baugy — fils du précédent — est le plus illustre de toute la lignée : ambassadeur du roi Louis XIII de France et de Richelieu à Prague, Vienne, Bruxelles ; La Haye (auprès de la Cour des Habsbourg d'Autriche et des Pays-Bas, ou bien des Provinces Unies)…
- En 1687, Louis-Henri de Baugy — petit-fils du précédent — prend part à une expédition contre les Iroquois. De retour en France, il est nommé capitaine major à Saint-Benoît-du-Sault (en Bas-Berry).

#### Famille «de Bar»
La famille « de Bar » marquera pendant plus d'un siècle la seigneurie de Baugy : en confortant le château, en dotant la paroisse d'un hôpital, en érigeant la chapelle Sainte-Anne dans l'église paroissiale… D'autre part, un document — daté de 1542 — nous est parvenu ; il est intitulé Compte des recettes et dépenses de la terre de Baugy ; il laisse un aperçu de ce qu'étaient les revenus agricoles de l'époque.
Voici la lignée des « de Bar » (de Baugy) :
- Jean IV de Bar (fils de Jean III de Bar, seigneur de Villemenard, valet de chambre du roi) — chambellan des rois Charles VII et Louis XI, compagnon de Dunois — se rend adjudicataire des terres de Baugy et Chaumoux, le 24 avril 1445. Il est aussi seigneur de La Guierche et d'Etréchy. Il est nommé « Grand bailli » de Touraine en 1460 ;
- Jean V de Bar (fils du précédent), est d'abord chanoine de la Sainte-Chapelle de Bourges ; il est ensuite nommé — en 1462 — évêque de Beauvais, sur intervention de Louis XI ;
- Denis de Bar (autre fils de Jean IV de Bar), est d'abord chanoine de la cathédrale de Bourges puis Grand archidiacre de Narbonne. En 1468, il est promu évêque de Saint-Papoul (Languedoc) puis — en 1472 — de Tulle et en troisième lieu — à nouveau — de Saint-Papoul de 1495 à 1510. Il fait ériger la chapelle de Bar de la cathédrale Saint-Étienne de Bourges en 1517 — année de sa mort au château de Villemenard à Saint-Germain-du-Puy — (voir informations complémentaires sur ce dernier site) ;
- Charles de Bar, d'abord abbé de Loroy puis successeur du précédent sur le siège épiscopal de Saint-Papoul — en 1510 — serait le frère (pour d'autres le neveu ou le cousin) des évêques Jean et Denis de Bar ;
- Charlotte de Bar (1443-1485) (fille de Jean IV de Bar) épouse de Guillaume de Varie, collaborateur direct de Jacques Cœur ;
- Robert de Bar (fils de Jean IV de Bar) député de la Noblesse aux États de Tours en 1484. Décédé en 1498 et enseveli dans l'église de Baugy ;
- François Ier de Bar (fils de Robert de Bar) seigneur de Baugy, de Chanteloup, des Essarts (à Saligny), baron de La Guierche, vicomte de Savigny et du Préau… Il est maître d'hôtel de la Maison du Roi. On le trouve trésorier du Roi en Lauragais (Languedoc). C'est le fondateur de l'hôpital de Baugy. Il décède vers 1530. Il avait épousé Renée de Montb(e)ron, fille de René et petite-fille de Guichard de Montbron, prince de Mortagne et baron d'Avoir, lui-même petit-fils du maréchal Jacques. Sa sœur Magdeleine de Bar († 1516), dame de Plancy et de L'Hermite (Charny), épouse en 1494/1495 Jean III de Courtenay-Bléneau (1465-1511) ;
- François II de Bar (fils du précédent et possédant les mêmes titres), il épouse en 1545 Catherine de Chabannes, arrière-arrière-petite-fille de Jacques Ier de la Palice (issue de son 2e fils Gilbert de Curton) ; il décède sans laisser de postérité mâle. Avec lui s'éteint la branche aînée des « de Bar de Baugy ». Les droits sur Baugy passent à sa fille Louise de Bar (dite dame de Baugy ; Postérité), et à sa sœur Jeanne-Françoise de Bar, dame d'Etréchy († 1572 ; femme de Jean de Jaucourt ci-dessous).

#### Château de Baugy

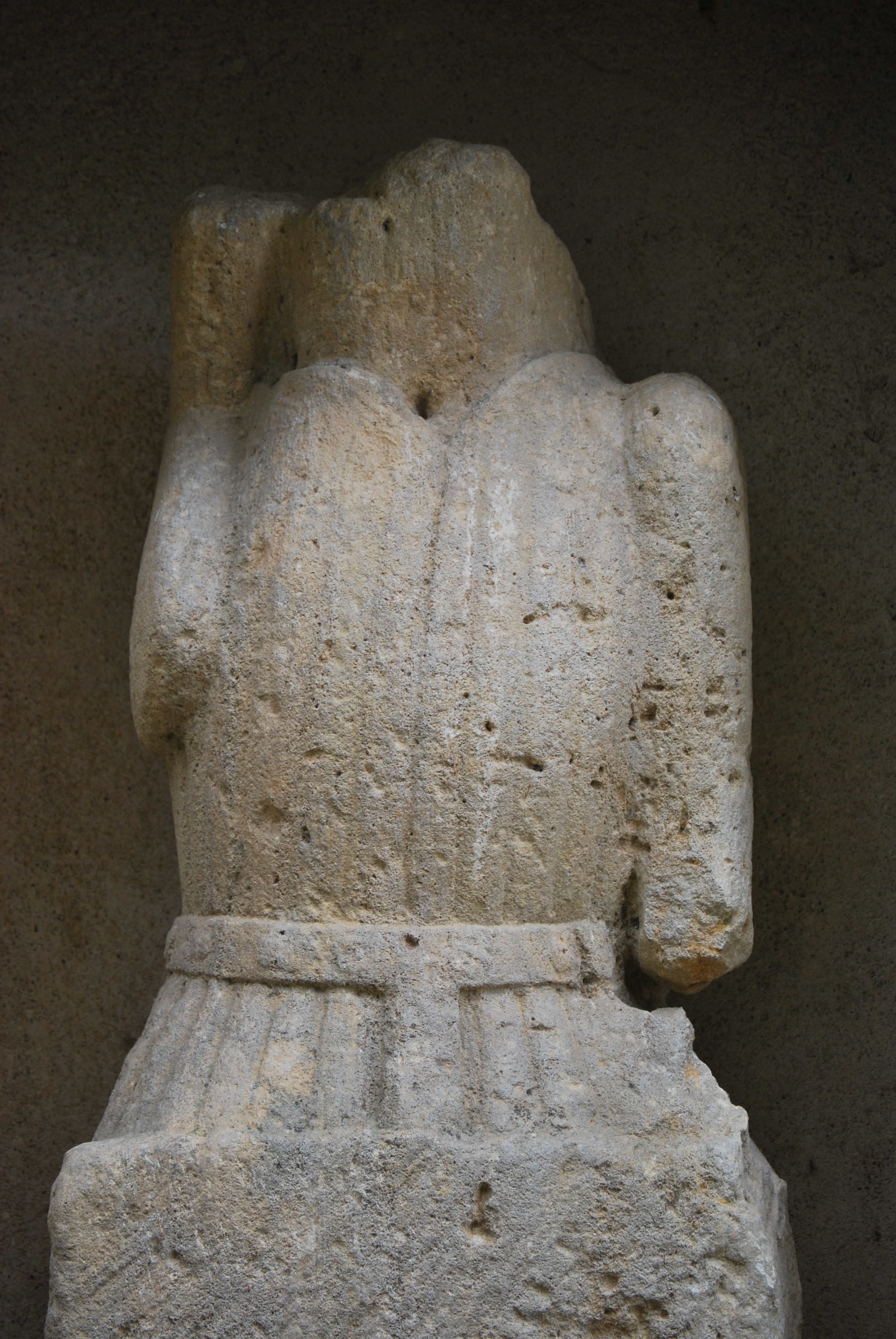
Gargouille provenant du château.

- Le duc Jean de Berry a séjourné à plusieurs reprises au château de Baugy.
- En 1462, Michel Colombe reçoit à Baugy commande de cinq statues en pierre d'Apremont de la part de Jean de Bar, chambellan du roi Louis XI et bailli de Touraine (statues de saint André, saint Jacques, sainte Catherine, La Madeleine, ainsi qu'une de la Vierge de 5 pieds de long).
- En 1591, il est occupé par les royalistes qui, selon Raynal, y firent « élever de redoutables fortifications ».
- Il devient en 1602/1603-1611 propriété de Maximilien de Béthune, duc de Sully, célèbre ministre de Henri IV, par saisie sur les Jaucourt de Villarnoult (Jean de Jaucourt de Villarnoult avait épousé Jeanne-Françoise de Bar de Baugy et d'Etréchy, † 1572, sœur de François II de Bar vu ci-dessus ; leur fille Louise de Jaucourt, femme de François de Courtenay-La Ferté-Loupière-Bontin, était la mère d'Anne de Courtenay, la 1re femme du ministre Sully)[18] ; Sully fait remonter la muraille et ajouter quatre tours d’angle à l’édifice.
- Par la suite, les prince de Condé Henri II et son fils Louis II de Bourbon-Condé, comtes de Sancerre et ducs de Châteauroux, gouverneurs et lieutenants généraux du Berry, acquièrent de nombreuses places fortes par acquisition/échange avec Sully, dont Culan, Montrond et Baugy, dont ils renforcent alors les défenses.
- Lors de la Fronde, le château de Baugy fut un des plus importants points d’appui des frondeurs. Il passa plusieurs fois aux mains des troupes royales, guidées par le maréchal de Palluau et fut repris par Condé, qui connaîtra finalement la défaite.
- Tirant les enseignements de la fronde d'une partie de la noblesse contre le pouvoir royal, Mazarin — comme Richelieu avant lui — ordonne, en 1653, la destruction de nombreux lieux fortifiés en Berry, tels la « Grosse Tour » de Bourges, Montrond, Culan, Le Châtelet, Baugy. De ce dernier château, il ne reste aujourd’hui que les larges douves, qui en laissent toujours deviner le plan carré et le volume.

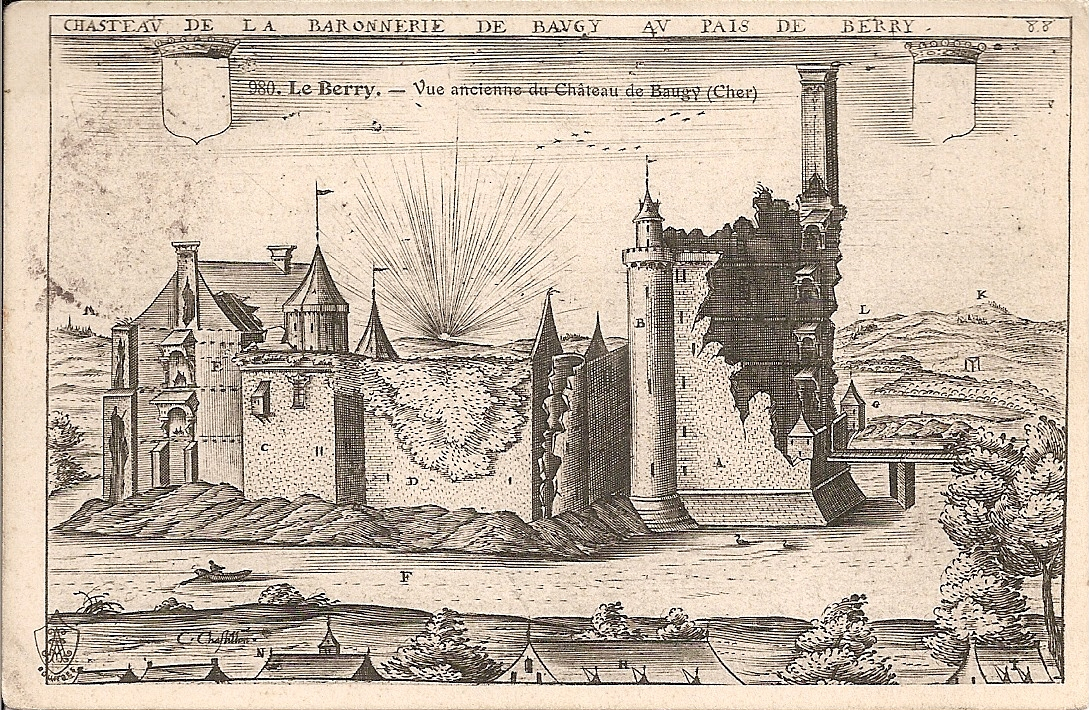
Château de Baugy.

### XVIesiècle
- Le 24 janvier 1505, fondation de l'hôpital de Baugy par François Ier de Bar, seigneur du lieu (voir plus haut).
- En 1570, pendant les guerres de Religion, le maréchal de la Châtre — gouverneur du Berry et commandant des troupes catholiques — enlève le château de Baugy aux protestants dirigés par le ministre Renty.
- En 1596 — année de l'abjuration de Henri IV — les huguenots disposent dans le Berry de six églises : Sancerre, Issoudun, Argenton, Baugy, Vierzon, Aubigny.

### XVIIesiècle
- En 1666, Montfaucon-en-Berry devient Villequiers.
- En 1687, Louis-Henri de Baugy (voir plus haut la famille de Baugy), chevalier originaire du Berry, prend part à une expédition en Nouvelle-France contre les Iroquois.

### XVIIIesiècle
- Entre 1755 et 1761, Baugy est décrite comme étant « une paroisse composée de 490 communions, 120 feux, de 3 hameaux… » (Archives du Cher, C318).
- En 1793, pendant la Révolution française, le citoyen Bonneau — curé de Baugy et archiprêtre de Montfaucon — est arrêté pour avoir refusé de prêter le serment prévu par la Constitution civile du clergé.

### XXIesiècle
Le 1er janvier 2019, Baugy absorbe Laverdines et Saligny-le-Vif pour devenir une commune nouvelle dont la création est actée par un arrêté préfectoral du 18 octobre 2018.

### Baugy, une ville marchande

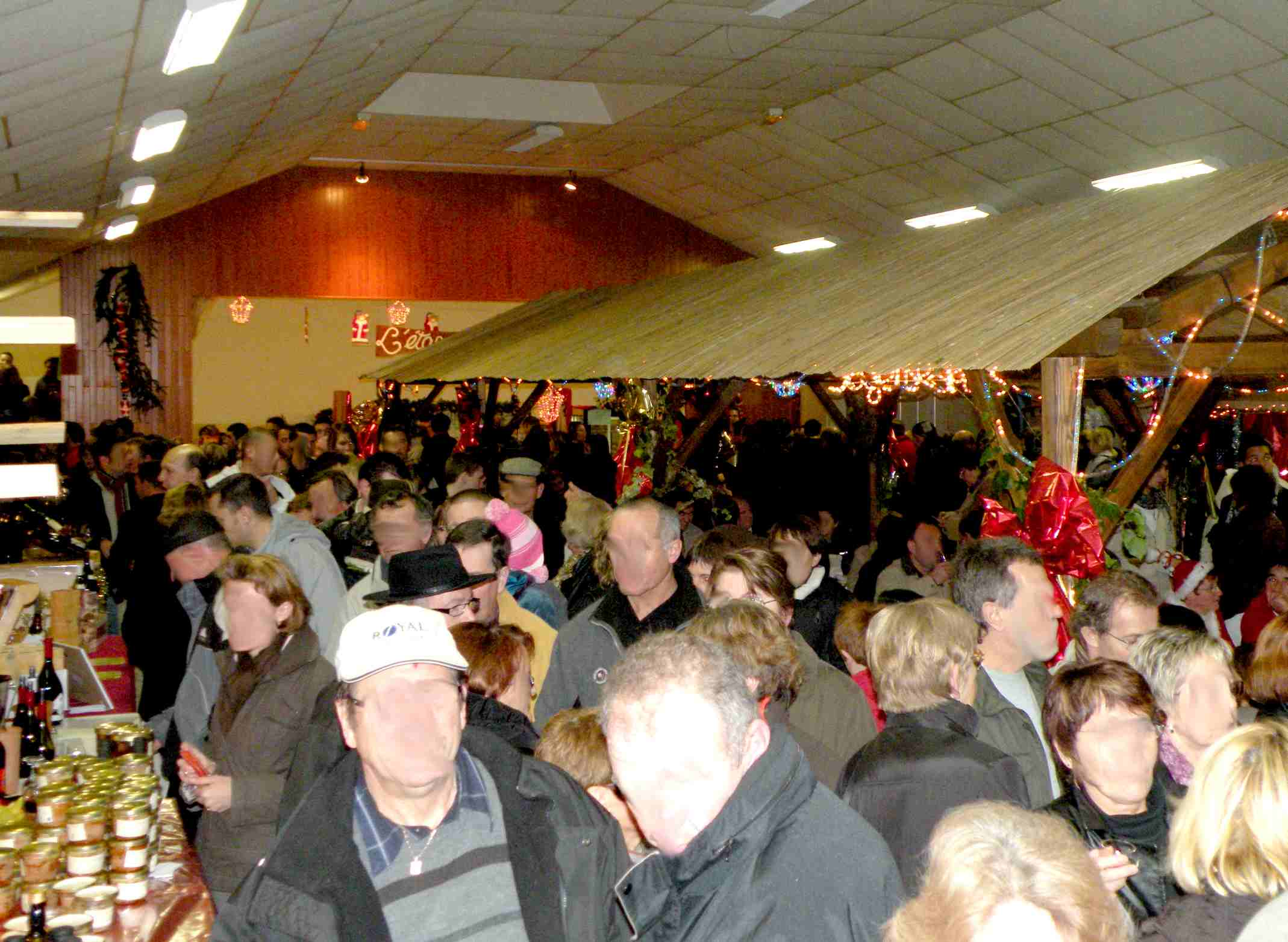
Marché de Noël à Baugy.

- La paix revenue (en particulier après la guerre de Cent Ans), Baugy accueille huit foires pour le négoce des chevaux (les 10 janvier, 22 février, 25 avril, 11 juin, 29 juin (plus foire aux laines), foires aux poulains les 21 septembre (saint Mathieu) et 9 octobre enfin 23 novembre].
- En 1681, la paroisse s’enrichit — à la demande de Louis XIV — d’un marché hebdomadaire, le mercredi (marché qui se tenait auparavant à Villequiers).
- Le marché de Noël est le plus grand marché de Noël du Cher.

## Politique et administration

### Liste des maires
| Période   | Période   | Identité           | Étiquette | Qualité                                                   |
| --------- | --------- | ------------------ | --------- | --------------------------------------------------------- |
| 1971      | 1995      | Michel Renoux      | DVD       | Vétérinaire, conseiller général (1973-2004)               |
| 1995      | 2001      | François Guillaume | DVD       | officier de marine                                        |
| mars 2001 | mars 2014 | Francis Guillemin  |           |                                                           |
| 2014      | en cours  | Pierre Grosjean,   | DVD       | Profession libérale, conseiller départemental depuis 2021 |

source : https://patrimoinebalgycien.fr/notre-histoire/les-maires-de-la-commune-de-baugy/

## Démographie
L'évolution du nombre d'habitants est connue à travers les recensements de la population effectués dans la commune depuis 1793. Pour les communes de moins de 10 000 habitants, une enquête de recensement portant sur toute la population est réalisée tous les cinq ans, les populations de référence des années intermédiaires étant quant à elles estimées par interpolation ou extrapolation. Pour la commune, le premier recensement exhaustif entrant dans le cadre du nouveau dispositif a été réalisé en 2005.

En 2022, la commune comptait 1 610 habitants, en évolution de +7,62 % par rapport à 2016 (Cher : −2,48 %, France hors Mayotte : +2,11 %).
| 1793 | 1800 | 1806 | 1821 | 1831 | 1836  | 1841  | 1846  | 1851  |
| ---- | ---- | ---- | ---- | ---- | ----- | ----- | ----- | ----- |
| 708  | 803  | 890  | 853  | 887  | 1 124 | 1 100 | 1 229 | 1 292 |

| 1856  | 1861  | 1866  | 1872  | 1876  | 1881  | 1886  | 1891  | 1896  |
| ----- | ----- | ----- | ----- | ----- | ----- | ----- | ----- | ----- |
| 1 304 | 1 486 | 1 483 | 1 570 | 1 615 | 1 600 | 1 623 | 1 640 | 1 823 |

| 1901  | 1906  | 1911  | 1921  | 1926  | 1931  | 1936  | 1946  | 1954  |
| ----- | ----- | ----- | ----- | ----- | ----- | ----- | ----- | ----- |
| 1 585 | 1 518 | 1 508 | 1 382 | 1 210 | 1 178 | 1 144 | 1 140 | 1 054 |

| 1962  | 1968  | 1975  | 1982  | 1990  | 1999  | 2005  | 2006  | 2010  |
| ----- | ----- | ----- | ----- | ----- | ----- | ----- | ----- | ----- |
| 1 103 | 1 116 | 1 106 | 1 144 | 1 159 | 1 146 | 1 241 | 1 254 | 1 425 |

| 2015  | 2020  | 2022  | - | - | - | - | - | - |
| ----- | ----- | ----- | - | - | - | - | - | - |
| 1 492 | 1 637 | 1 610 | - | - | - | - | - | - |

## Culture locale et patrimoine

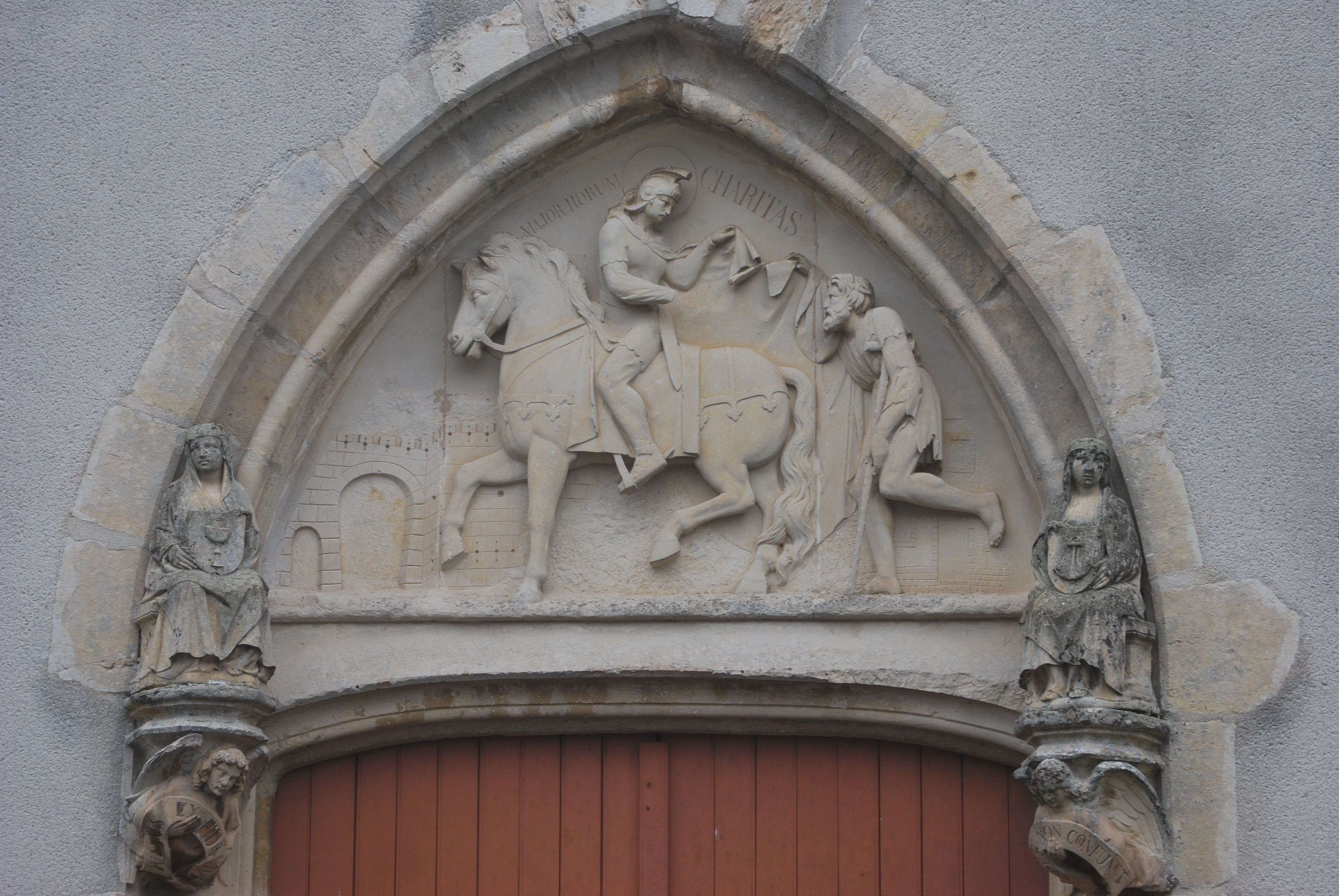
Tympan du portail ouest de l'église (XVe siècle).

### Lieux et monuments
- L'église Saint-Martin (nef XIIe, clocher et chœur XVIe, chapelle des Bar).
- La place du Commerce.
- L'ancien château.
- L'ancienne halle aux Grains (1885).

### Personnalités liées à la commune
- Gabriel Ranvier, surnommé « le Christ de Belleville », né à Baugy en 1828. Blanquiste, membre du Conseil de la Commune de Paris, maire du 20e arrondissement. À la fin de la Commune, Ranvier est condamné à mort mais il réussit à s'évader ; il s'exile à Londres où il rencontre Karl Marx. Amnistié, il rentre en France juste avant de s'éteindre à Paris, en 1879.
- Paul Morlon (1912-1993), officier du 1er Régiment d'Artillerie coloniale, Compagnon de la Libération[38].
- Juliette Darle (1921-2013), poétesse, est née à Saligny-le-Vif, village rattaché à la commune

### Héraldique
| Blason de Baugy | Les armes de Baugy se blasonnent ainsi : Burelé d'or, d'azur et d'argent. |